# Bilozerka (huyện)
Huyện Bilozerka (tiếng Ukraina: Білозерський район, chuyển tự: Bilozerkas’kyi raion) là một huyện của tỉnh Kherson thuộc Ukraina. Huyện Bilozerka có diện tích 1534 kilômét vuông, dân số theo điều tra dân số ngày 5 tháng 12 năm 2001 là 68382 người với mật độ 45 người/km2. Trung tâm huyện nằm ở Bilozerka.